# Anopheles palmatus
Anopheles palmatus este o specie de țânțari din genul Anopheles. A fost descrisă pentru prima dată de Rodenwaldt în anul 1926. Conform Catalogue of Life specia Anopheles palmatus nu are subspecii cunoscute.